# Belair (Luxembourg)
Pour les articles homonymes, voir Belair.
Pour les articles ayant des titres homophones, voir Bel Air, Bel Aire, Bellaire et Belleair.
Belair  est l'un des 24 quartiers de Luxembourg-ville.
En 2025, il comptait 12 990 habitants, dont 66,9% de non-luxembourgeois.

## Situation géographique
Étant le quartier résidentiel le plus prisé de la Ville de Luxembourg, Belair est habité par les résidents les plus riches du Grand-Duché du Luxembourg. Il est situé juste à l’ouest de Ville-Haute.
Le quartier est connu pour être l'un des plus chers et des plus huppés.
Le stade Josy-Barthel, où résidait l’équipe nationale de football avant l'inauguration du Stade de Luxembourg, est situé dans le quartier.
Le quartier Belair a une surface de 171.8 ha et se situe à la frontière ouest de la capitale. Il est limitrophe 
au nord de Rollingergrund/Belair-Nord
à l’est de la Ville-Haute
au sud de Hollerich et de Merl.
Deux routes principales au nord et au sud représentent les confins du quartier. Il s'agit de la route d'Arlon et de la route de Longwy, qui prolonge l'avenue du X Septembre et se trouve dans le quartier de Merl. L'avenue Guillaume constitue la limite sud-est.

## Historique
Belair, partie de l’ancienne commune de Hollerich, est un quartier de la ville depuis la fusion des communes limitrophes de la Ville de Luxembourg en 1920. C’est seulement après le démantèlement de la forteresse en 1867 que le quartier a pu se développer.
En 1887 le quartier, initialement appelé « Neu-Merl », comptait 87 habitants. Dans les années 1920 le couvent des franciscaines et des logements sociaux et ouvriers ont été construits. L’église St Pie X a été bâtie au cours des années 50, et peu à peu les petites industries ont été évincées. En 1956 le quartier reçut officiellement le nom Belair. Belair est aujourd’hui un quartier résidentiel au cœur de la ville.
Les Lëtzebuerger Guiden a Scouten - Grupp Jang de Blannen sont présents à Belair depuis 1939.